# Catostylus
Genre
Catostylus est un genre de méduses de la famille des Catostylidae.

## Liste d'espèces
Selon World Register of Marine Species (17 janvier 2015) :
- Catostylus cruciatus (Lesson, 1830) — Indo-Pacifique
- Catostylus mosaicus (Quoy & Gaimard) — Indo-Pacifique
- Catostylus ornatellus (Vanhöffen, 1888) — Indo-Pacifique
- Catostylus ouwensi Moestafa & McConnaughey, 1966 — Indo-Pacifique
- Catostylus perezi—Indo-Pacifique
- Catostylus purpurus Mayer, 1910 — Indo-Pacifique central
- Catostylus tagi (Haeckel, 1869) — Atlantique
- Catostylus townsendi Mayer, 1915 — Indo-Pacifique central
- Catostylus tripterus (Haeckel, 1880) — Indo-Pacifique
- Catostylus turgescens (Schulze, 1911) — Indo-Pacifique
- Catostylus viridescens (Chun, 1896) — Indo-Pacifique

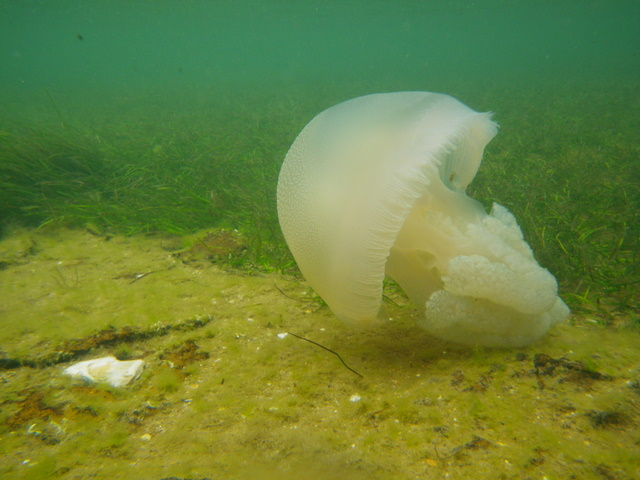
Catostylus mosaicus
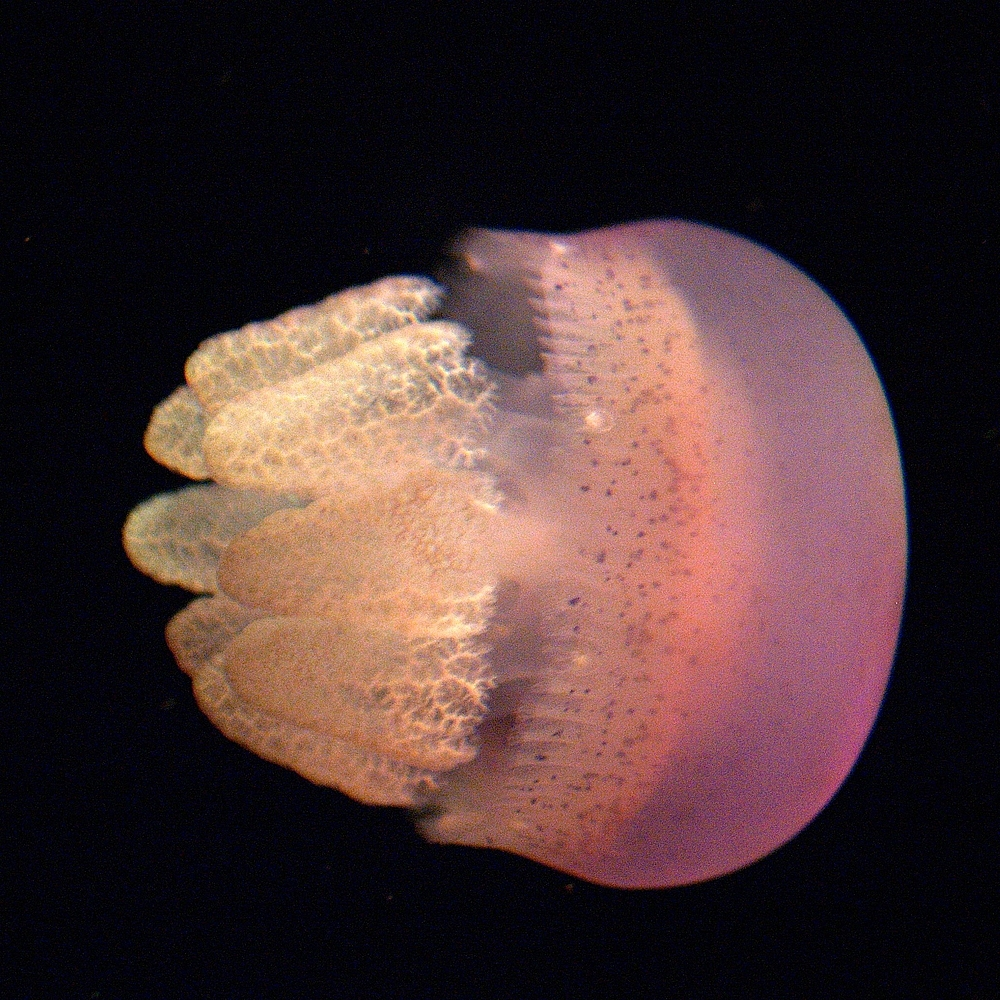
Catostylus townsendi